# Skärsuddenbäcken
Skärsuddenbäcken is een van de (relatief) kleine rivieren/beken die het Zweedse eiland Gotland rijk is. Ze dankt haar naam aan het kleine schiereiland Skärsudden. Skärs-udden-bäcken ontleed betekent scheer-schiereiland-beek.